# Železnice Slovenskej republiky
Železnice Slovenskej republiky (en castellano: «Ferrocarriles de la República Eslovaca», abreviado ŽSR) es la empresa estatal que opera la infraestructura ferroviaria en Eslovaquia. Fue fundada en 1993 tras la disolución de Checoslovaquia y de Československé státní drahy, la empresa ferroviaria checoslovaca. La sede de la empresa se encuentra en la capital, Bratislava.
En 2002 el estado eslovaco promulgó una ley que dividía la empresa: ŽSR se quedó con el mantenimiento de la infraestructura y el transporte se trasladó a la empresa Železničná spoločnosť, a.s. (ZSSK). En 2005 esta nueva empresa se dividió a su parte en Železničná spoločnosť Slovensko, a.s. (ZSSK) en la que se ocupaba de la prestación de servicios de pasajeros, y en "Železničná spoločnosť Cargo Eslovaquia, a.s." (ZSSK Cargo/ZSCS), en la que presta servicios de transporte.
ŽSR proporciona servicios de transporte que se corresponden con los intereses de la política de transporte del estado y las necesidades del mercado, incluidas las actividades relacionadas.